# كوليمبيرت
كوليمبيرت (بالفرنسية: Colembert)‏ هي بلدية تقع في إقليم باد كاليه من منطقة نور با دو كاليه في شمال فرنسا. تبلغ مساحة هذه المدينة 9.92 (كم²)، وترتفع عن سطح البحر 107 م، يبلغ عدد سكانها 687 نسمة حسب إحصاء المعهد الوطني للإحصاء والدراسات الاقتصادية سنة 2009 م. وترأس Michel Muselet البلدية خلال فترة (2008-2014).